# 辻卓史
辻 卓史（つじ たかし、1942年10月3日 - ）は、日本の実業家。鴻池運輸代表取締役社長や、同社代表取締役会長を務め、東京証券取引所一部上場を実現した。
中華民国上海租界生まれ。本籍は広島県広島市。兵庫県芦屋市出身。一橋大学商学部を卒業し、中安閑一の誘いで宇部興産（現：UBE）に入社。同社のニューヨーク駐在員などを経て、1983年に妻の実父が会長を務める鴻池運輸に転じる。1989年代表取締役社長に就任。2003年より同社代表取締役会長。売上高を4倍以上に伸ばし、2013年には東京証券取引所一部上場を実現した。
この間、加藤産業監査役、成田航空ビジネス専門学校名誉校長、大阪府トラック協会会長、全日本トラック協会副会長、関西経済同友会幹事、大阪商工会議所運輸部会副部会長、在大阪ブータン王国名誉領事、日越関西友好協会理事、日本物流団体連合会理事、関西生産性本部特別顧問、大阪通関業会顧問、日本通関業連合会名誉顧問等も歴任した。2019年旭日中綬章受章。
父は元日商岩井会長の辻良雄である。

## 略歴
- 1961年 甲陽学院高等学校卒業[8]
- 1966年 一橋大学商学部卒業[2]
- 1966年 宇部興産入社[2]
- 1983年 鴻池運輸専務取締役[9]
- 1987年 同社代表取締役副社長
- 1989年 同社代表取締役社長[2]
- 2000年 同社代表取締役会長兼社長[2]
- 2003年 同社代表取締役会長[2]
- 2017年6月28日 同社取締役会長[2]
- 2019年 旭日中綬章受章[10][2]
- 2020年 京阪神ビルディング取締役[11]
- 2021年 辻 事業サポート事務所代表[12]、松本油脂製薬取締役[13]

## 社会的活動
- 全日本トラック協会　副会長[14]
- 関西経済同友会　幹事[4]
- 日本国際貿易促進協会　理事[4]
- 関西経済連合会　理事[4]
- 大阪府労働委員会　使用者委員[4]
- 日越関西友好協会　理事[4]
- 関西生産性本部　評議員会議長
- 日本観光戦略研究所　名誉会長
- 日本通関業連合会　副会長
- 大阪通関業会　理事長